# Audrey Landers
Pour les articles homonymes, voir Landers (homonymie).
Audrey Landers, née Audrey Hamburg le 18 juillet 1956 à Philadelphie aux États-Unis, est une actrice et chanteuse américaine.
Elle est connue pour son interprétation d'Afton Cooper dans la série télévisée américaine Dallas et celle de Val Clarke dans la version cinématographique de Chorus Line. Elle est aussi l'interprète des chansons à succès Manuel Goodbye, Little River et Playa Blanca.

## Biographie
Audrey Landers est née à Philadelphie le 18 juillet 1956. Elle a une sœur, Judy Landers (née en 1958) qui a également choisi la carrière d'actrice. Sa mère, Ruth Landers (née en 1938), a divorcé, c'est elle qui gère sa carrière,. Audrey Landers étudie la musique à la Juilliard School à New York et la psychologie à l'Université Columbia. Elle obtient son premier rôle à la télévision dans le soap opera The Secret Storm en 1972. Elle joue ensuite dans plusieurs séries télévisées ou téléfilms comme Happy Days, Galactica, Drôle de dames, L'Île fantastique, Shérif, fais-moi peur, tandis qu'au cinéma on l'aperçoit dans 1941 de Steven Spielberg.
C'est en janvier 1981, lors de la première diffusion du 11e épisode de la saison 4 de la série télévisée Dallas aux États-Unis, qu'elle apparaît dans le rôle d'Afton Cooper qui allait lui apporter la célébrité. Elle le joue jusqu'en 1984 et son départ de la série pour tourner dans l'adaptation cinématographique de la comédie musicale Chorus Line de Richard Attenborough pour laquelle elle a obtenu le rôle de Val Clarke. L'actrice reprend cependant son rôle fétiche dans la série en 1989. Elle incarne à nouveau Afton Cooper dans le téléfilm Dallas : Le Retour de J.R. en 1996 puis dans deux épisodes de la nouvelle série Dallas diffusée à partir de 2012.
Parallèlement à sa carrière d'actrice, Audrey Landers mène une carrière de chanteuse. Elle connaît un important succès en Europe avec la chanson Manuel Goodbye en 1983 / 1984 qui se vend à plus de 4 000 000 d'exemplaires, se classant numéro un en Belgique, 2e en France, 4e aux Pays-Bas et en Suisse, 10e en Allemagne,. En dehors d'Europe, elle est numéro un en Afrique du Sud et 3e en Nouvelle-Zélande. Les titres Little River et Playa Blanca ont également les honneurs des hit-parades en Europe et en Nouvelle-Zélande,. En 1985, le duo avec Camilo Sesto, Mi amor, est un succès en Belgique, aux Pays-Bas et en Allemagne.
Audrey Landers mène, en collaboration avec sa mère Ruth et sa sœur Judy, plusieurs projets pour la télévision et le cinéma. Ainsi, en 1989 elle joue aux côtés de sa sœur dans le film Fantôme malgré elle (Ghost Writer) dont Ruth Landers est productrice déléguée. En 1995, elle créé et produit avec Ruth et Judy une série télévisée éducative pour enfants, The Huggabug Club, en composant également les musiques avec Ralf Stemmann. En 2006, elle écrit et réalise avec sa sœur le film Circus Camp dans lequel elles jouent toutes les deux, tandis que Ruth Landers en est la productrice déléguée.
Dans un autre domaine, Audrey et Ruth Landers fondent leur société, Landers STAR Collection, qui propose des bijoux, vêtements et accessoires de mode pour femmes.

## Vie privée
Audrey Landers a épousé l'homme d'affaires Donald Berkowitz en mai 1988. Elle a donné naissance à des jumeaux en juillet 1993, Adam et Daniel, ce dernier est acteur et chanteur,.

## Filmographie sélective

### Télévision
- 1972-1973 : The Secret Storm : Joanna Morrison Landers
- 1973 : C'est déjà demain (Search for Tomorrow) : Connie
- 1973 : Room 222 : Donna Carpenter (1 épisode)
- 1973 : Docteur Marcus Welby (Marcus Welby, M.D.) : Tracy Robbins (1 épisode)
- 1973 : Sur la piste du crime (The F.B.I.) : Janine Winchell (1 épisode)
- 1974-1976 : Somerset : Heather Lawrence
- 1977 : Happy Days : Kitty (1 épisode)
- 1977 : Sergent Anderson (Police Woman) : Nancy J. Wallace (1 épisode)
- 1978 : Galactica (Battlestar Galactica) :	Miri (1 épisode)
- 1979 : Drôles de dames (Charlie's Angels)  (épisode : Mauvaises herbers) : Donna Rossitter
- 1979 : Highcliffe Manor : Wendy Sparkles (5 épisodes)
- 1979 : B.J. and the Bear : Carol Cain (1 épisode)
- 1979-1984 : L'Île fantastique (Fantasy Island) : différents rôles (5 épisodes)
- 1980 et 1984 : Shérif, fais-moi peur (The Dukes of Hazzard) : Gail Flatt et Billie Jean (2 épisodes)
- 1981-1984 et 1989 : Dallas : Afton Cooper
- 1982, 1984 et 1985 : La croisière s'amuse (The Love Boat) : différents rôles (4 épisodes)
- 1983 : Le Voyageur (The Hitchhiker) : Priscilla Packard (1 épisode)
- 1986 : Hôtel : Susan (1 épisode)
- 1986  : Harry Fox, le vieux renard (Crazy Like a Fox) : Dianne Bennett (1 épisode)
- 1986 et 1996 : Arabesque (Murder, She Wrote) : Greta Bayer et Phyllis Walters (2 épisodes)
- 1989 : Jack Killian, l'homme au micro (Midnight Caller) : Marie Devoe/Sandra (1 épisode)
- 1989 : MacGyver : Carla Yeats/Roxy Yeats (1 épisode)
- 1990 : Poker d'amour à Las Vegas (Lucky Chances) : Marabelle
- 1990-1991 : On ne vit qu'une fois (One Life to Live) : Charlotte Hesser 	(9 épisodes)
- 1991 : Cosby Show : Cookie Bennett (1 épisode)
- 1992 : Les Dessous de Palm Beach (Silk Stalkings) : Liza Gutierrez (1 épisode)
- 1993 : Loïs et Clark : Les Nouvelles Aventures de Superman (Lois & Clark: The New Adventures of Superman) : Toots (1 épisode)
- 1994 : L'Homme à la Rolls (Burke's Law) : danseuse (1 épisode)
- 1995-1997 à la télévision : The Huggabug Club : Miss Audrey  (8 épisodes)
- 1996 : Dallas : Le Retour de J.R. (Dallas: J.R. Returns) : Afton Cooper (téléfilm)
- 2007-2008 : Burn Notice : Veronica (4 épisodes)
- 2013-2014 : Dallas : Afton Cooper (2 épisodes)
- 2018 : Romance à tribord (Love at Sea) : Maeve Grayham (téléfilm)
- 2018 : Que meure la mariée! (Murder at the Mansion) : Ivy (téléfilm)
- 2022 : Noël brumeux, Noël heureux (Cloudy with a Chance of Christmas) : Millie Kincaid (téléfilm)

### Cinéma
- 1979 : 1941 de Steven Spielberg : fille de l'USO
- 1981 : Underground Aces de Robert Butler : Annie Wenders
- 1985 : Chorus Line (A Chorus Line) de Richard Attenborough : Val Clarke
- 1986 : Getting Even de Dwight H. Little : Paige Starson
- 1987 : Johann Strauss, le roi sans couronne (Johann Strauss - Der König ohne Krone) de Franz Antel : Lily
- 1989 : Fantôme malgré elle (Ghost Writer) de Kenneth J. Hall : Angela Reid
- 2006 : Circus Camp de Audrey Landers et Judy Landers : Lena Anderson

## Discographie

### Albums
- 1983 : Little River
- 1984 : Holiday Dreams (réédition augmentée de Little River, sortie en Europe) / Wo der Südwind weht (version sortie en Allemagne)
- 1985 : Paradise Generation
- 1986 : Country Dreams (sorti en Europe) / Weites Land (version sortie en Allemagne)
- 1988 : Secrets
- 1990 : My Dreams For You (sorti en Europe) / Meine Träume für dich (version sortie en Allemagne)
- 1990 : Love Me Tender
- 1991 : Rendez-Vous
- 1992 : Winter Wonderland / Das Audrey Landers Weihnachtsalbum (sorti en Allemagne)
- 2005 : Spuren eines Sommers (sorti en Allemagne)
- 2010 : Spuren Deiner Zärtlichkeit (sorti en Allemagne)

### Principaux singles
- 1983 : Manuel Goodbye
- 1983 : Little River
- 1984 : Playa Blanca
- 1984 : Honeymoon in Trinidad
- 1985 : Mi amor (duo avec Camilo Sesto)
- 1985 : Summernight in Rome
- 1985 : Reunited (duo avec Tom Jones)

## Voix françaises
- Dorothée Jemma dans :
  - Chorus Line (1985)
  - Arabesque (1996)